# مهمیزداران
مهمیزداران (نام علمی: Delphacidae) نام یک تیره از راسته نیم‌بالان است.